# Rafaela Kovačič
Rafaela Kovačič (tudi Kovatschitsch), slovenska redovnica, * 26. februar 1856, Ehrenhaus
Štajerska, † 14. april 1912, Trst.
Rafaela Kovačič pri krstu Marija se je rodila v družini železniškega čuvaja Franca in gospodinje Marije Kovačič, rojene Stübler. Vstopila je v red šolskih sester  in učila v ljubljanskem Marijanišču in v Celju. Leta 1885 je postala voditeljica dekliške šole Družba svetega Cirila in Metoda pri Sv. Jakobu v Trstu in obdržala to mesto do smrti. Leta 1905 so Šolske sestre pod njenim vodstvom kupile vilo v ulici Besenghi št. 6, dve leti kasneje pa v isti ulici še veliko zemljišče, na katerem stoji danes tržaško semenišče. Na tem zemljišču je Kovačičeva dala zgraditi veliko moderno poslopje in v njem 1908 ustanovila žensko gimnazijo in strokovno šolo. Leta 1912 so bile Šolske sestre stavbo zaradi previsokih vzdrževalnih stroškov prisiljene prodati. Zgradbo je kupila avstrijska vlada ter jo uporabila za nemško realko. Po 1. svetovni vojni je stavba prišla v last Italije, ki jo je uporabila za vojašnico, med 2. svetovno vojno je bilo poslopje močno poškodovano, po vojni pa ga je vlada odstopila tržaški škofiji, ki je v njem odprla semenišče. Posmrtne ostanke Rafaele Kovačič so Šolske sestre v Trstu 8. marca 1962 prenesle v svojo sestrsko grobnico.